# HTV-1
HTV-1 eller HTV Technical Demonstration Vehicle (japanska: HTV技術実証機), var JAXAs första H-II Transfer Vehicle att skjutas upp. Uppskjutningen skede den 10 september 2009.
Farkostens japanska namn kounotori betyder "amurstork" på japanska.

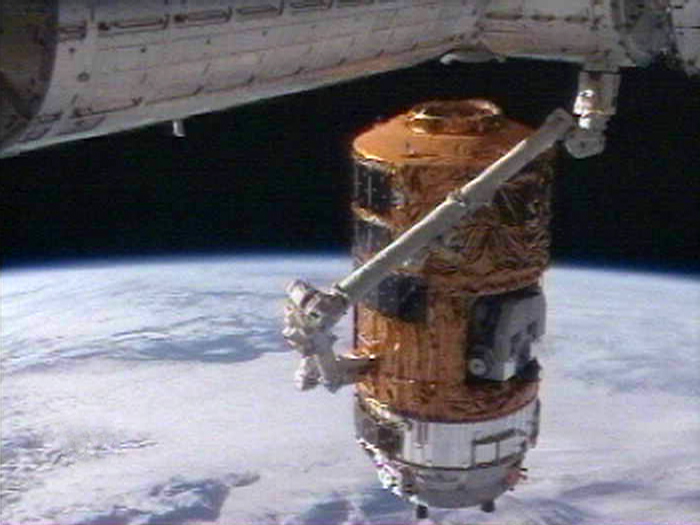
Bild från en TV-kamera på ISS som visar HTV greppad av Canadarm2 strax före dockning den 17 september 2009.

## Förberedelser
Ombord på ISS flyttade Nicole Stott den 6 september  Canadarm2 som förberedelse inför HTV:s ankomst. Christer Fuglesang monterade en ny strålkastare på Canadarm2 den 5 september som en annan förberedelse. 

## Uppskjutningen
Bärraketerna H-IIB lyfte HTV som planerat den 10 september 2009. Efter femton minuter och tio sekunder separerade de från HTV. 

## Dockning
Den första inflygningen mot ISS gick i stort sett enligt planerna och Nicole Stott manövrerade med hjälp av Canadarm2 och övrig besättning på Expedition 20 HTV:n till lyckad dockning med ISS den 17 september 2009 klockan 21.47 svensk sommartid.

### Fotnoter
1. 1 2  ”NASA Space Science Data Coordinated Archive” (på engelska). NASA. https://nssdc.gsfc.nasa.gov/nmc/spacecraft/display.action?id=2009-048A. Läst 2 mars 2020.
2. ↑  Manned Astronautics - Figures & Facts Arkiverad 3 oktober 2015 hämtat från the Wayback Machine., läst 23 juli 2016.
3. ↑  http://www.jaxa.jp/press/2009/09/20090911_h2bf1_e.html Arkiverad 13 september 2009 hämtat från the Wayback Machine. JAXAs pressmeddelande läst den 13 september 2009